# Alexander Markgraf
Rolf-Alexander Markgraf (* 7. August 1981 in Göttingen) ist ein deutscher Schachspieler und -trainer.

## Leben
Das Schachspielen lernte Alexander Markgraf im Alter von sechs Jahren von seinem Vater. Sein Vorbild ist Viswanathan Anand. Auch sein Bruder Stefan und seine Schwester Claudia sind Schachspieler. Alexander Markgraf ist A-Trainer. Als Trainer ist er in der Niedersächsischen Schachjugend aktiv. Er ist wissenschaftlicher Assistent im Fachbereich Jura an der Georg-August-Universität Göttingen.

## Erfolge
Bei der deutschen U13-Einzelmeisterschaft 1994 in Osnabrück wurde er hinter Stefan Bromberger und Martin Zumsande Dritter. Die niedersächsische Einzelmeisterschaft im Blitzschach gewann er 2003, die Einzelmeisterschaft des Niedersächsischen Schachverbandes 2005 in Bad Lauterberg im Harz sowie 2007 und 2008 jeweils in Verden (Aller). Bei der Deutschen Meisterschaft im Schnellschach 2009 in Kiel wurde er hinter Karl-Heinz Podzielny und David Baramidze Dritter.
An Mannschaftsmeisterschaften nahm er seit der Saison 1993/94 mit dem Harzer Verein SV Osterode teil (ab 1996 nach Fusion mit dem SK Südharz als SV Osterode-Südharz). In der deutschen Schachbundesliga spielte er in den Saisons 1999/2000 und Saison 2000/01 für den USC Magdeburg. Von der Saison 2002/03 bis zur Saison 2012/13 spielte Alexander Markgraf für Tempo Göttingen in der Oberliga und 2. Bundesliga, seit der Saison 2013/14 für Werder Bremen in der 1. und 2. Bundesliga.
Seit Juni 2011 trägt er den Titel Internationaler Meister. Die Normen hierfür erzielte er bei der 79. Deutschen Einzelmeisterschaft 2008 in Bad Wörishofen mit Übererfüllung, bei der er unter anderem gegen Arkadi Rotstein und Felix Levin gewann und den neunten Platz belegte, bei der 80. Deutschen Einzelmeisterschaft 2009 in Saarbrücken (zehnter Platz) sowie beim BDO-Premier-Turnier im August 2010 in Haarlem, ebenfalls mit Übererfüllung, bei dem er Dimitri Reinderman, Peng Zhaoqin und Gil Popilski besiegte und Vierter wurde.

## Werke
- Karsten Müller und Alexander Markgraf: Schachstrategie, Joachim Beyer Verlag, Eltmann 2017, ISBN 978-3-95920-048-6.